# Charmoy (Saône-et-Loire)
Charmoy település Franciaországban, Saône-et-Loire megyében. Lakosainak száma 284 fő (2022. január 1.). Charmoy Saint-Symphorien-de-Marmagne, Les Bizots, Blanzy, Montcenis, Saint-Berain-sous-Sanvignes, Saint-Eugène, La Tagnière és Uchon községekkel határos.

## Népesség
A település népességének változása:
| Lakosok száma | 260  | 253  | 257  | 257  | 266  | 274  | 276  | 278  | 284  |
|               | 2013 | 2015 | 2016 | 2017 | 2018 | 2019 | 2020 | 2021 | 2022 |